# Psychoda celebris
Psychoda celebris és una espècie d'insecte dípter pertanyent a la família dels psicòdids.

## Descripció
- Les ales del mascle fan 1,7-2 mm de longitud (1,6-1,9 en el cas de la femella) i 0,9-1,1 d'amplada (0,5-0,8 en la femella).
- Hom creu que les antenes del mascle presenten 16 segments.[2]

## Distribució geogràfica
Es troba a l'illa de Borneo.